# Consejo Nacional para la Paz y el Orden
El Consejo Nacional para la Paz y el Orden (CNPO) (tailandés:. คณะ รักษา ความ สงบ แห่ง ชาติ) fue una junta de gobierno de Tailandia, a raíz de un golpe de Estado en el 2014. El 20 de mayo de 2014, el ejército declaró la ley marcial en todo el país, en un intento de detener la escalada de la crisis política del país. El 22 de mayo, el ejército derrocó al gobierno y formó el CNPO para gobernar el país. La junta censuró el sistema de radiodifusión en Tailandia, derogó la Constitución y detuvo a miembros del gabinete tailandés, imponiendo una dictadura.
Tras la aprobación de una nueva Constitución en 2016, se dio inicio a una transición democrática que desembocó en la celebración de elecciones generales en marzo de 2019, que confirmaron a Prayuth Chan-ocha como Primer Ministro de iure.

## Nombre
El nombre oficial en español de la junta era "Consejo Nacional para el Mantenimiento de la Paz y el Orden" o "CNMPO". El nombre fue cambiado posteriormente a "Consejo Nacional para la Paz y el Orden" o "CNPO" el 24 de mayo de 2014, según informó el diario Bangkok Post.

## La membresía y la autoridad

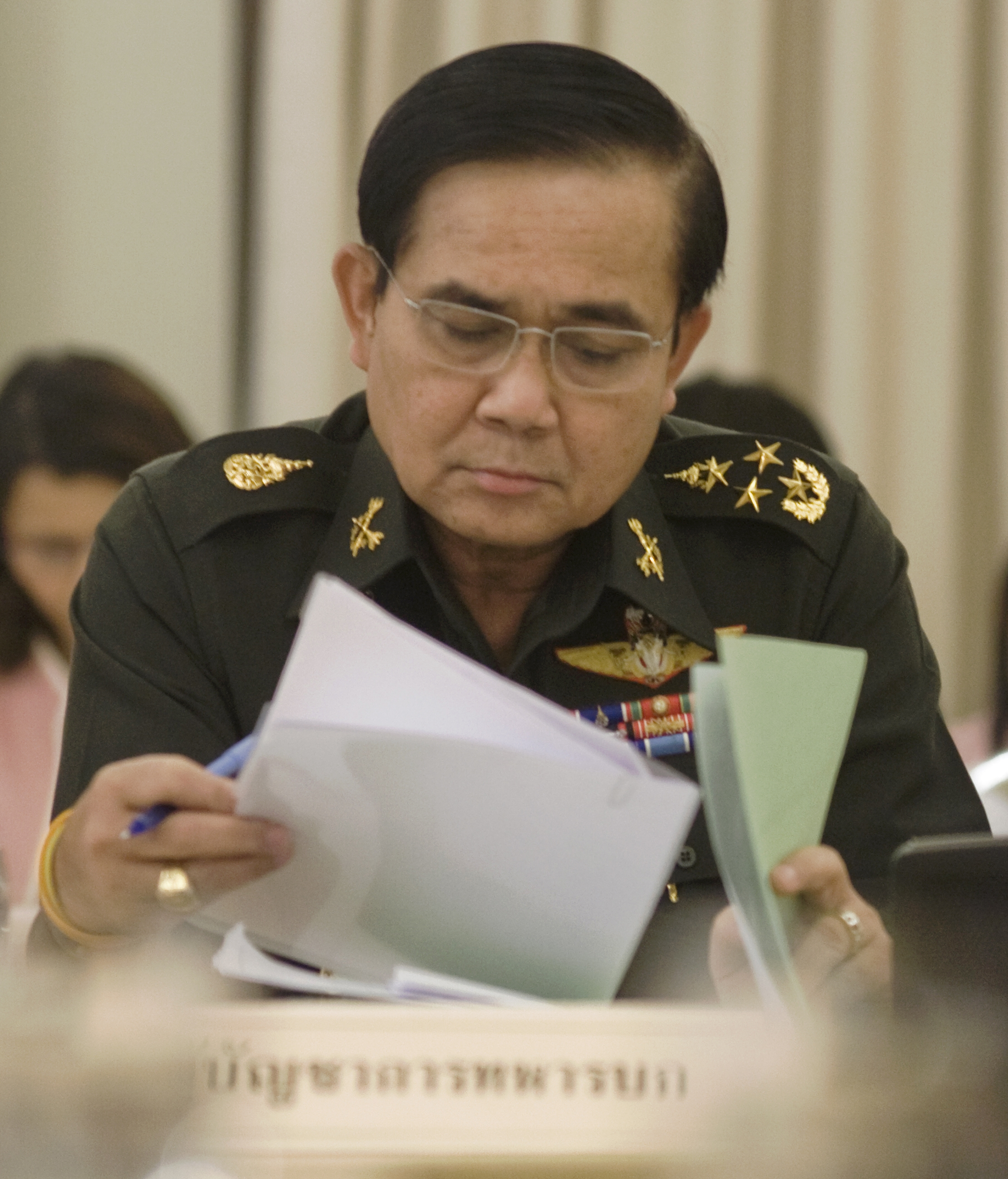
Prayuth Chan-ocha, líder golpista y al mando de la CNPO.

El 22 de mayo de 2014, el NCPO anunció su composición y declaró que su líder ejercerá todas las facultades y obligaciones que las leyes invierten en el primer ministro y el gabinete, hasta que haya un primer ministro.
Al día siguiente, se anunció que la determinación de las políticas a corto y largo plazo en la administración nacional es el poder de su líder. También asigna a sus miembros a los ministerios y agencias gubernamentales equivalentes.
El 24 de mayo de 2014, el CNPO disuelve el Senado y reside el poder legislativo en su líder. También ordenó al Poder Judicial para funcionar bajo sus directrices. Más tarde ese día, hubo un cambio en la Policía Real de Tailandia. El general Adul Saengsingkaew, que era el Comisionado General de la Policía Real de Tailandia y también su segundo líder, a un puesto inactivo en la Oficina del Primer Ministro. Adul fue reemplazado por el general de la Policía Watcharapol Prasarnrajkit.
El 26 de mayo, el rey Bhumibol Adulyadej respaldó el golpe de Estado, el nombramiento formal general Prayuth a "hacerse cargo de la administración pública" a partir del 24 de mayo. El respaldo real es visto como clave para legitimar el golpe de Estado.
| Gabinete           | Nombre                 | Estado militar                                         | Estado militar                   | Estado militar                                                    | A cargo de |
| Gabinete           | Nombre                 | Poder                                                  | Rango                            | Posición                                                          | A cargo de |
| ------------------ | ---------------------- | ------------------------------------------------------ | -------------------------------- | ----------------------------------------------------------------- | --- |
| Líder              | Prayuth Chan-ocha      | Real Ejército Tailandés Gabinete del Primer Ministro   | General                          | Comandante en Jefe Primer Ministro                                | Gobierno de Tailandia (como primer ministro), Comando de Seguridad Interna, Ministerio de Justicia, Oficina Nacional contra el Blanqueo de Dinero, Oficina Nacional de Presupuesto, Agencia Nacional de Inteligencia, Agencia Nacional de Policía, Consejo de Seguridad Nacional y Oficina del Fiscal General |
| Líder Adjunto      | Thanasak Patimaprakorn | Reales Fuerzas Armadas de Tailandia                    | General                          | Jefe de las Fuerzas Armadas                                       | Ministro de Defensa, Ministerio de Relaciones Exteriores, Ministerio de Tecnología de Información y Comunicación y Ministerio del Interior |
| Líder Adjunto      | Narong Pipathanasai    | Armada Real Tailandesa                                 | Almirante                        | Comandante en Jefe                                                | Ministerio de Educación, Ministerio de Salud Pública y Ministerio de Desarrollo Social y Seguridad Humana |
| Líder Adjunto      | Dr. Prajin Jantong     | Real Fuerza Aérea Tailandesa                           | Jefe Mariscal de la Fuerza Aérea | Jefe Comandante en                                                | Ministerio de Agricultura y Cooperativas, Ministerio de Comercio, Ministerio de Trabajo, Ministerio de Hacienda y Ministerio de Transporte |
| Líder Adjunto      | Adul Sangsingkeo       | Real Policía de Tailandia Gabinete del Primer Ministro | General de la policía            | Ex Comisionado General Ministro de la Oficina del Primer Ministro | Oficina de la Casa Real, Consejo de Estado, Secretaría del Gabinete, Comisión de Administración Pública, Comisión de Protección al Consumidor, Cámara de Representantes Secretaría de, Oficina Nacional de Budismo, Comisión de Desarrollo Nacional Económico y Social, Oficina de Evaluación de la Calidad y Normas Nacionales de Educación, Consejo Nacional de Investigación, Oficina del Jefe de Gabinete y de Su Majestad, Gabinete del Primer Ministro, Oficina de Secretaría Permanente del Primer Ministro, Secretaría del Primer Ministro, Departamento de Relaciones Públicas, Comisión de Desarrollo del Sector Público, Secretaría del Senado, Proyectos de Desarrollo de la Junta Real, Instituto Real y Fondo de Investigación Tailandés |
| Secretario General | Udomdej Sitabutr       | Ejército Real de Tailandia                             | general                          | Vicecomandante en Jefe                                            | |
| Portavoz           | Winthai Suvaree        | Ejército Real de Tailandia                             | coronel                          | Vice Portavoz del Ejército                                        | |

### Consejo Consultor
El 26 de mayo de 2014, el CNPO anunció un Consejo Consultor:
| Oficina                | Nombre                | Nota |
| ---------------------- | --------------------- | --- |
| Presidente             | Prawit Wongsuwan      | El exministro de gabinete de Defensa (Gabinete de Abhisit Vejjajiva)                                                          |
| Vicepresidente         | Anupong Paochinda     | Excomandante en jefe del ejército                                                                                             |
| Vicepresidente         | Pridiyathorn Devakula | Exgobernador del Banco de Tailandia                                                                                           |
| Consultor              | Somkid Jatusripitak   | El ex primer ministro y ministro de Finanzas del gabinete (Gabinete de Thaksin Shinawatra)                                    |
| Consultor              | Narongchai Akrasanee  | Miembro del Comité de Política Monetaria tailandesa y exministro de Comercio del gabinete (Gabinete de Chavalit Yongchaiyudh) |
| Consultor              | Wisanu Kruangam       | Ex vice primer ministro del gabinete (Gabinete de Thaksin Shinawatra)                                                         |
| Consultor              | Yongyuth Yuthavong    | El exministro de Ciencia y Tecnología (gabinete de Surayud Chulanont)                                                         |
| Consultor              | Itthaporn Subhawong   | Excomandante en jefe de la fuerza aérea                                                                                       |
| Consultor              | Noppadol Intapanya    | El exsecretario de ministro de Defensa (de Prawit Wongsuwan)                                                                  |
| Consultor y Secretario | Dowpong Rattanasuwan  | Ex vicecomandante en Jefe del Ejército                                                                                        |

## Motivaciones políticas y objetivos
El objetivo declarado tras golpe y el CNPO es restaurar el orden en Tailandia y promulgar políticas reformistas.

## Las decisiones y el porvenir
El CNPO derogó la Constitución de Tailandia de 2007, salvo el segundo capítulo que trata del Rey. Además, ordenó formalmente la disolución del gobierno provisional, simultáneamente la disolución del Senado por orden del CNPO. Otros organismos del Estado, incluidos los tribunales y los órganos independientes, siguen siendo operativas.
Asimismo, el CNPO impuso un toque de queda en todo el país, pidiendo a la gente a permanecer en el interior de su casa entre las 22:00 y 05:00 horas de la mañana. Y estableció la prohibición de reuniones políticas especialmente dirigida a todos los manifestantes para dispersar. También se ordenó a todas las instituciones educativas, tanto públicas como privadas, que cerraran sus puertas del 23 al 25 de mayo de 2014.

## Remuneración
El 2 de agosto de 2014, una ley fue emitida para determinar los salarios mensuales y otros beneficios monetarios para los miembros CNPO.  El General Prayuth se otorgó un total de 125 590 THB por mes, mientras que cada uno de los otros miembros NCPO se le asigna un total de 119 920 THB por mes. Estos beneficios se pagan ya que les corresponden en virtud de sus cargos en las fuerzas armadas.

## Reacciones nacionales e internacionales a la NCPO
Inmediatamente después del anuncio del golpe de Estado, el Comité de Reforma Democrática Popular (CRDP) y manifestantes que se encontraban en algunos sitios expresaron sus aplausos por la acción. Phra Buddha Issara, un monje budista que es un colíder PDRC, se dirigió a un escenario y proclamó la victoria de los manifestantes contra el gobierno antes de solicitar a sus manifestantes regresar a casa. Algunos de los manifestantes progubernamentales fueron dispersos por orden de los militares, mientras que los otros se negaron a ser dispersos. El CNPO proporcionó setenta coches militares para enviar a los manifestantes de ambos lados del lugar donde viven.
- - El ministro de Asuntos Exteriores John Baird condenó el golpe y dijo: "Esta decisión viola los principios democráticos de Tailandia y está marcado en contraste con las garantías anteriores del ejército con un papel que se limitara para asegurar el orden público. Esperemos y esperamos que el ejército tailandés vuelva a Tailandia a un gobierno civil tan pronto como sea posible, respetamos los procesos democráticos y el Estado de derecho, garantizar la libertad de expresión y de reunión, y garantizar el debido proceso para los que han sido detenidos” [25]

- - El European External Action Service (Servicio Europeo de Acción Exterior) llamó a los militares a aceptar y respetar la autoridad constitucional del poder civil y destacó en lo que respecta con el proceso democrático legítimo "la importancia de celebrar fiable e inclusivo las elecciones tan pronto como sea posible” [26]

- - El presidente François Hollande condenó el golpe y pidió "una vuelta inmediata al orden constitucional y de una votación que organice" [27]

- - Ban Ki-moon, Secretario General de las Naciones Unidas emitió un comunicado a través de su portavoz, expresando su profunda preocupación por el golpe de Estado, pidiendo "un pronto retorno constitucional, civil, a un gobierno democrático "y el movimiento hacia la cooperación entre las partes.[28]

- - Secretario de Estado John Kerry condenó enérgicamente el golpe de Estado y dijo que "este acto tendrá consecuencias negativas para la relación entre Estados Unidos y Tailandia, especialmente para nuestra relación con los militares tailandeses" [29]

- - Gran Bretaña expresó su preocupación por el golpe de Estado, sin embargo, no van tan lejos como para condenarlo. La cancillería británica instó a los viajeros británicos a seguir los consejos de viaje, y declaró que, "Estamos preocupados por el anuncio del golpe militar en Tailandia y estamos siguiendo de cerca los acontecimientos. Instamos a todas las partes a dejar de lado sus diferencias, y se adhieren a los valores de la democracia y el Estado de ley. Esto es claramente los intereses del pueblo de Tailandia”. También agregaron, "la inestabilidad política y la violencia continua socavan el marco democrático de Tailandia." [30]